# Furia (film 2010)
Furia (ang. Edge of Darkness) – thriller i adaptacja filmowa z 2010 roku w reżyserii Martina Campbella na podstawie brytyjskiego serialu telewizyjnego Na krawędzi mroku. W głównych rolach występują Mel Gibson jako Thomas Craven i Ray Winstone jako Darius Jedburgh.

## Treść
Głównym bohaterem jest bostoński policjant Thomas Craven, którego córka Emma, młoda pracownica badawczo-zbrojeniowej korporacji Northmoor, zostaje tajemniczo zamordowana na jego oczach. Zamierzając dojść przyczyny morderstwa i schwytać jej zabójcę, Craven stopniowo odkrywa nielegalne i groźne dla ogólnego bezpieczeństwa działania korporacji, która bezwzględnie usuwa kolejnych świadków jej nadużyć oraz jej powiązania z wpływowymi członkami administracji państwowej. W samotnej walce ze złem po jego stronie nieoficjalnie staje świadomy zagrożenia i skandalu oficer CIA Jedburgh.

## Obsada
- Mel Gibson – detektyw Thomas Craven
- Ray Winstone – Darius Jedburgh, funkcjonariusz CIA
- Danny Huston – Jack Bennett, prezes Northmoor
- Bojana Novakovic – stażystka Emma Craven
- Shawn Roberts – David Burnham
- Gbenga Akinnagbe – detektyw Darcy Jones
- Wayne Duvall - Szef policji
- Denis O'Hare - Moore
- Jay O. Sanders - Whitehouse
- David Aaron Baker - Millroy
- Frank Grillo - Agent jeden
- Elizabeth Dings - Pani Bennett
- Frank Ridley - Gliniarz z automatyczną bronią
- Paul Sparks - Detektyw policji Northampton
- Rick Avery - Robinson Jr.

i inni.